# 시민 저항
시민 저항(civil resistance)은 특정 권력, 세력, 정책 또는 정권에 도전하기 위해 일반 사람들의 비폭력 저항을 사용하는 정치적 행동의 한 형태이다. 시민 저항은 적에 대한 호소, 압력 및 강압을 통해 작동한다. 여기에는 적의 권력 원천(또는 경찰, 군대, 성직자, 비즈니스 엘리트 등과 같은 지원 기둥)을 훼손하거나 폭로하려는 체계적인 시도가 포함될 수 있다. 행동의 형태에는 시위, 철야 기도, 청원이 포함된다. 파업, 태업(go-slows), 보이콧 및 이민 운동, 연좌농성, 직업, 건설적인 프로그램, 병행 정부 기관의 창설 등이 포함된다.
폭력을 피하려는 일부 시민 저항 운동의 동기는 일반적으로 절대적인 윤리 원칙보다는 사회의 가치와 전쟁 및 폭력 경험을 포함한 맥락과 관련이 있다. 시민 저항 사례는 폭군적인 통치자와 민주적으로 선출된 정부 모두에 맞서 역사와 현대의 많은 투쟁에서 찾아볼 수 있다. 마하트마 간디는 인도를 영국 제국주의로부터 해방시키기 위해 최초의 문서화된 시민 저항 캠페인(시민 불복종, 행진, 병행 제도 창설이라는 세 가지 주요 전술을 사용)을 주도했다. 시민 저항 현상은 흔히 인권과 민주주의의 증진과 연관되어 있다.

## 같이 보기
- 아랍의 봄
- 보이콧
- 시민 불복종
- 색깔 혁명
- 집회
- 소련의 붕괴
- 비폭력
- 비폭력 저항
- 피플 파워 혁명
- 저항운동
- 1989년 혁명
- 튀니지 혁명
- 2011년 이집트 혁명
- 2016년 튀르키예 쿠데타 미수